# Метро-трамвай
Метро-трамваят (също premetro, семи-метро, подземен трамвай и метротрам), се нарича релсов градски транспорт от подземно-наземен тип, разновидност на скоростния трамвай.

## Описание
Представлява междинно звено между метрото и скоростния трамвай. Понякога е наричан леко метро. Основното му различие е очевидно – обслужва се от подвижен състав от трамваен тип. В днешно време редица фирми разработват трамваен подвижен състав, пригоден за метро-трамвайни трасета, поради необходимостта трамваят да разполага с врати от 2-те си страни и възможности пантографът да се свие при навлизане в тунела.
Метро-трамваят съвместява преимуществата на метрото и трамвая, като ги избавя от някои техни недостатъци.

### Преимущества
- Подземните участъци са напълно освободени от останалите транспортни потоци, особено по отношение на обикновения трамвай.
- По-ниска цена на подвижния състав в сравнение с метрото.
- Ниски перони на станциите – липса на опасност от падане под релсите на трамвая.
- Горно токозахранване (с пантограф, като на обикновения трамвай) – липса на опасност от токов удар на пътниците (при докосване на контактната релса в метрото).

### Недостатъци
- По-малка вместимост в сравнение с метровлаковете и следователно по-малък пътникопоток.
- По-голяма цена при изграждане на транспортните и станционни тунели, в сравнение с обособените наземни участъци на скоростния трамвай.

Обикновено напълно (или частично) подземен трамвай се проектира и изгражда в градове (или градски райони), в които не би възникнал нужният пътникопоток, необходим за рентабилността на метрото. Друга причина е по-ниската цена и следователно изборът е поради липса на средства за изграждането на леко или пълноценно метро.

## Градове с подземен трамвай
В София съществува частично подземно трасе на обикновения трамвай – трамвайният тунел, със спирка в него, пред НДК. Също така през 1980-те години изграждащият се тунел под бул. „Драган Цанков“, пресичащ Борисовата градина, е строен с планове за изграждане на метро-трамвайно трасе. Още при проектирането му обаче е взета под внимание възможността от прерастване в метротунел, така че е изграден съобразно метростандартите. Това по-късно дава основание да бъде променена Генералната схема на метрото и новоизграденото трасе в посока към ж.к. „Младост“ наистина използва построения за метро-трамвай тунел.
От подобна възможност при проектирането са се възползвали и други градове по света. В Ереван е започнато изграждане на система за метро-трамвай, но още през първите години на строителството е решено системата да прерасне в метро. Днес Ереван разполага с изградено пълноценно метро, проектирано като метро-трамвай. Първоначално проектирани като метро-трамвайни системи са и изграждащите се метросистеми в Челябинск и Донецк. Подземните станции на метро-трамвая в Кривой рог (Украйна) също така разполагат с необходимата дължина, ако се наложи системата да прерасне в пълноценно метро.
Функциониращи системи на скоростен трамвай с подземни участъци съществуват и в някои градове на Германия, а също така и в други страни в Европа: в Антверпен, Шарлероа и Брюксел (Белгия), Хага (Нидерландия), Линц (Австрия), Muni Metro в Сан Франциско (САЩ). Във Виена (Австрия) има 6 подземни станции на трамвая, а линията на Метро U-6 също се обслужва от трамваен подвижен състав.